# Ероуз A6
Ероуз А6 е болид от Формула 1 създаден от отбора на Ероуз като участва през сезоните във Формула 1 1983 и 1984. Пилоти са Марк Сюрер и Тиери Бутсен.
| Година | Отбори                    | Двигатели            | Пилоти                                              |
| ------ | ------------------------- | -------------------- | --------------------------------------------------- |
| 1983   | Ероуз Рейсинг Тийм        | Форд V8 / Косуърт V8 | Алън Джоунс / Тиери Бутсен / Чико Сера / Марк Сюрер |
| 1984   | Барклей Нордика Ероуз БМВ | Косуърт V8           | Тиери Бутсен / Марк Сюрер                           |